# Mây ngũ sắc

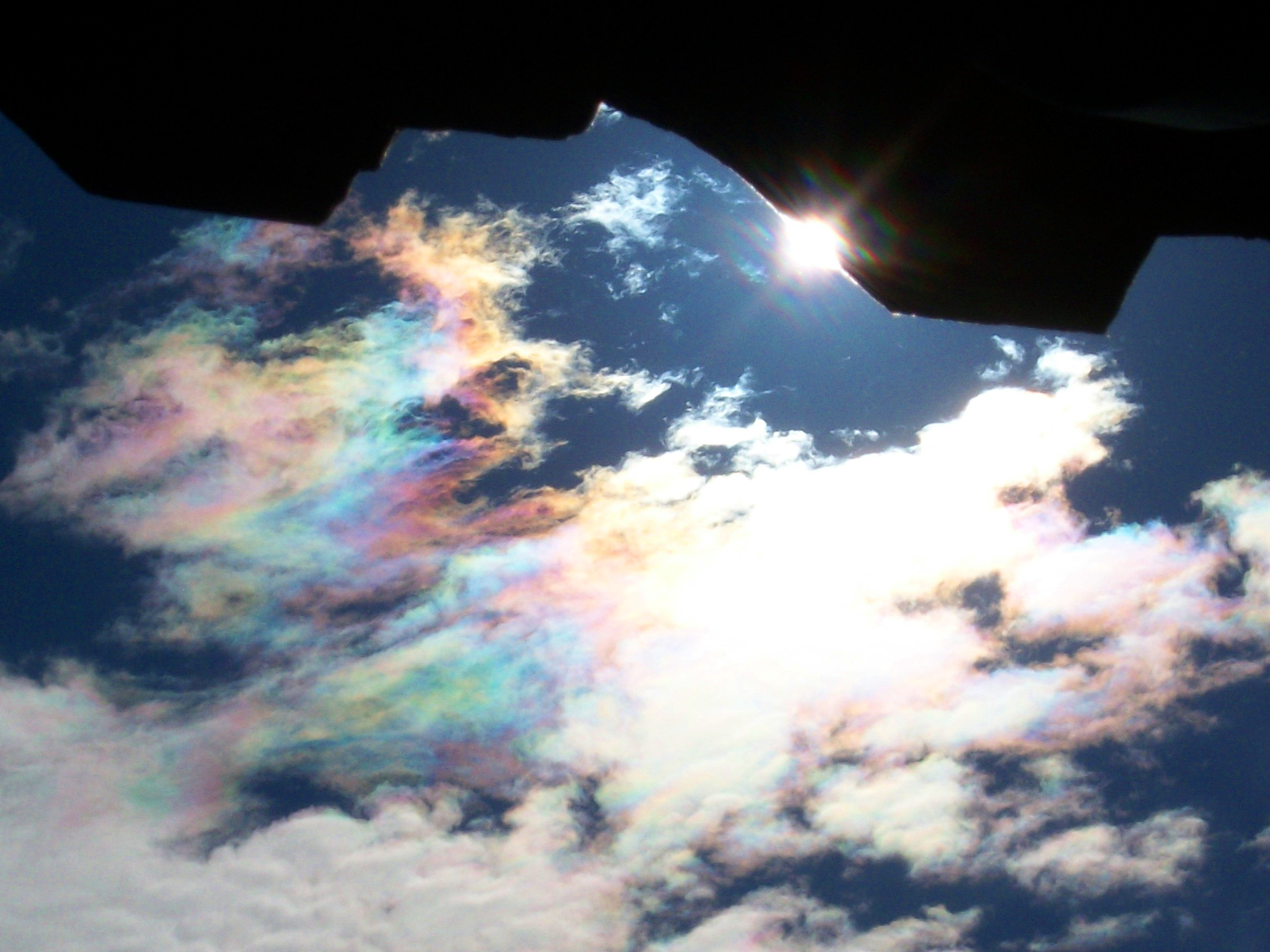
Mây ngũ sắc ở độ cao trung bình

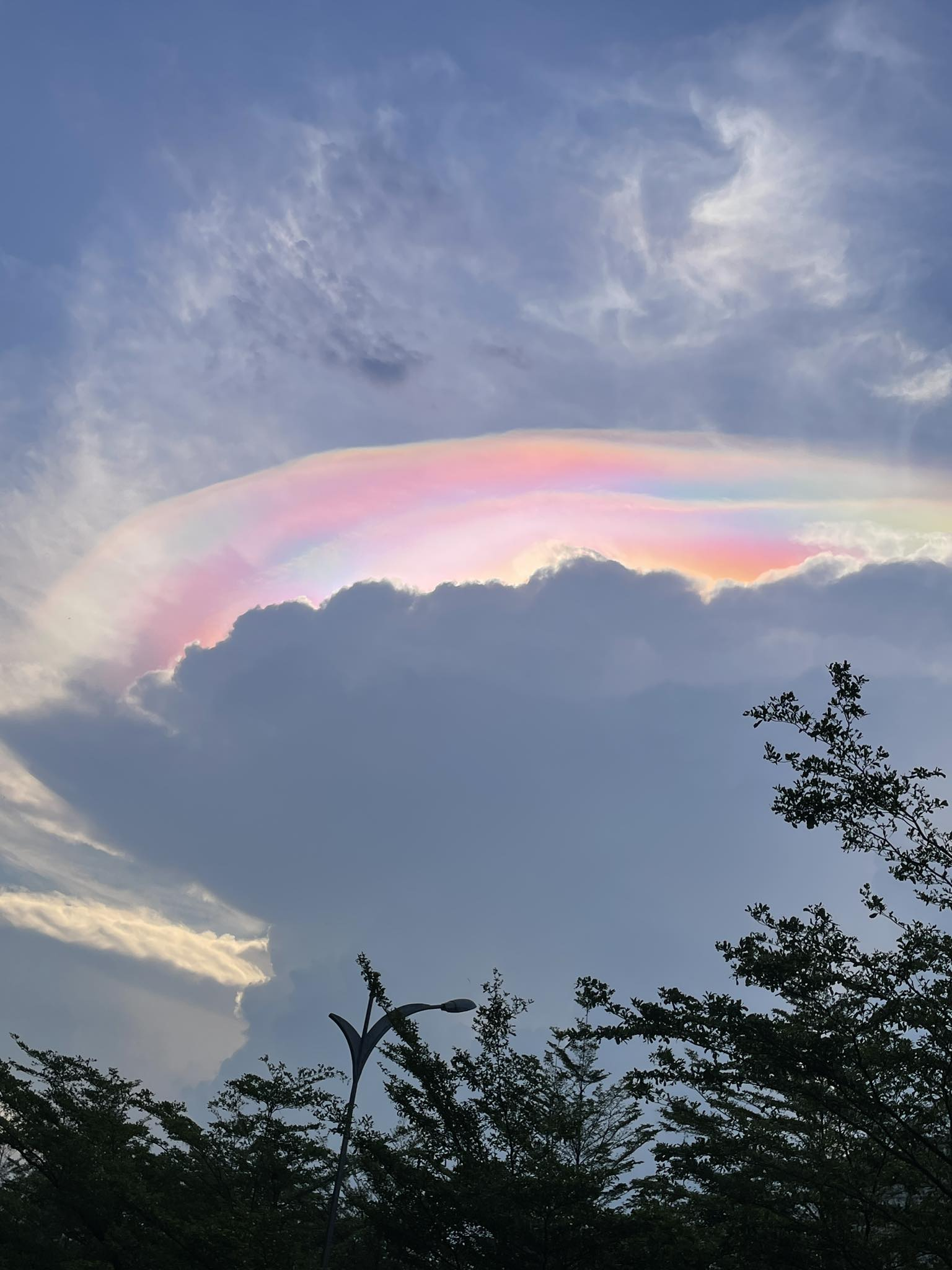
Mây ngũ sắc tại thành phố Hồ Chí Minh vào ngày 12 tháng 5 năm 2024.

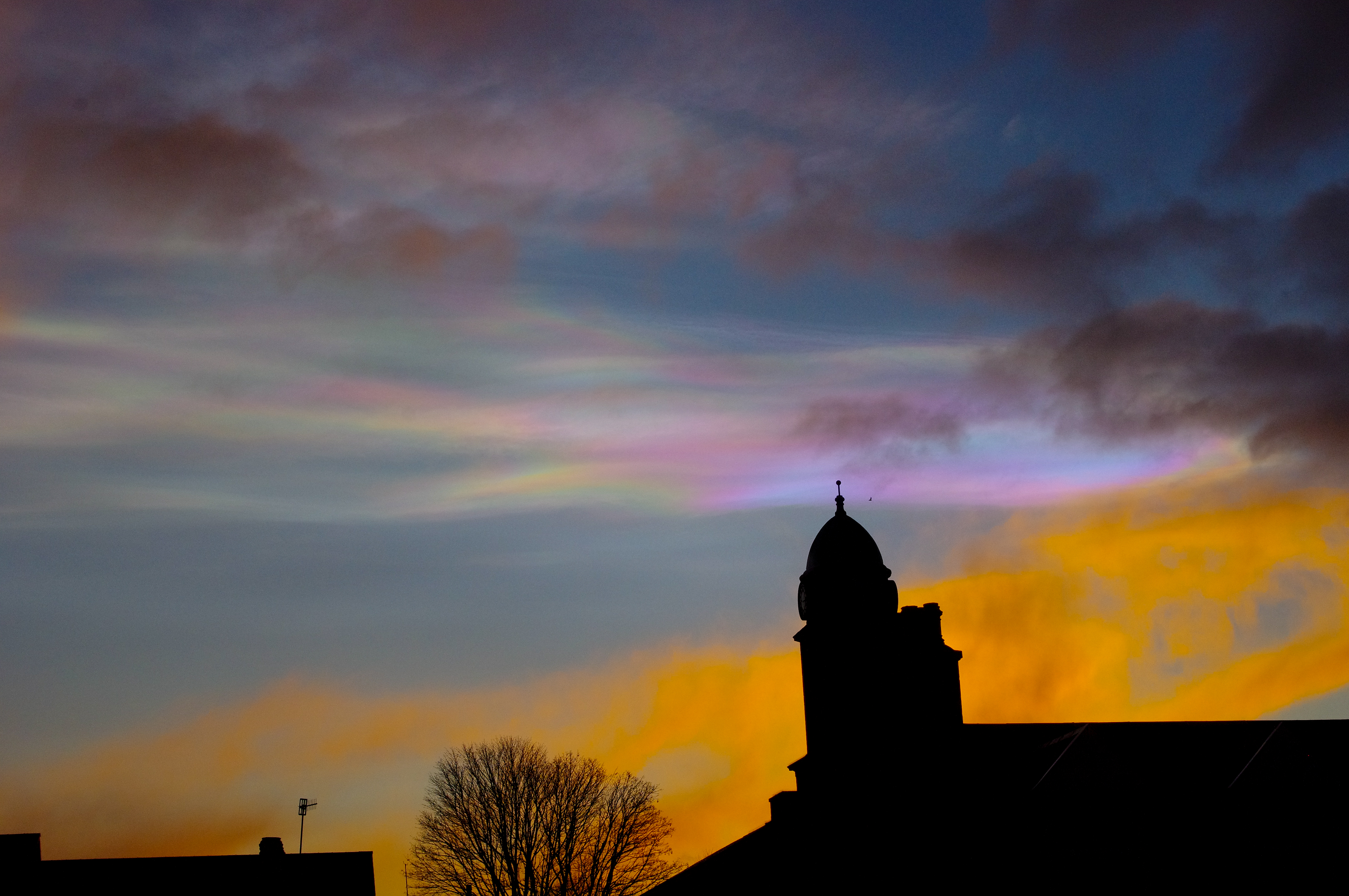
Mây tầng bình lưu vùng cực phát ngũ sắc lúc hoàng hôn ở Aberdeen, Scotland.

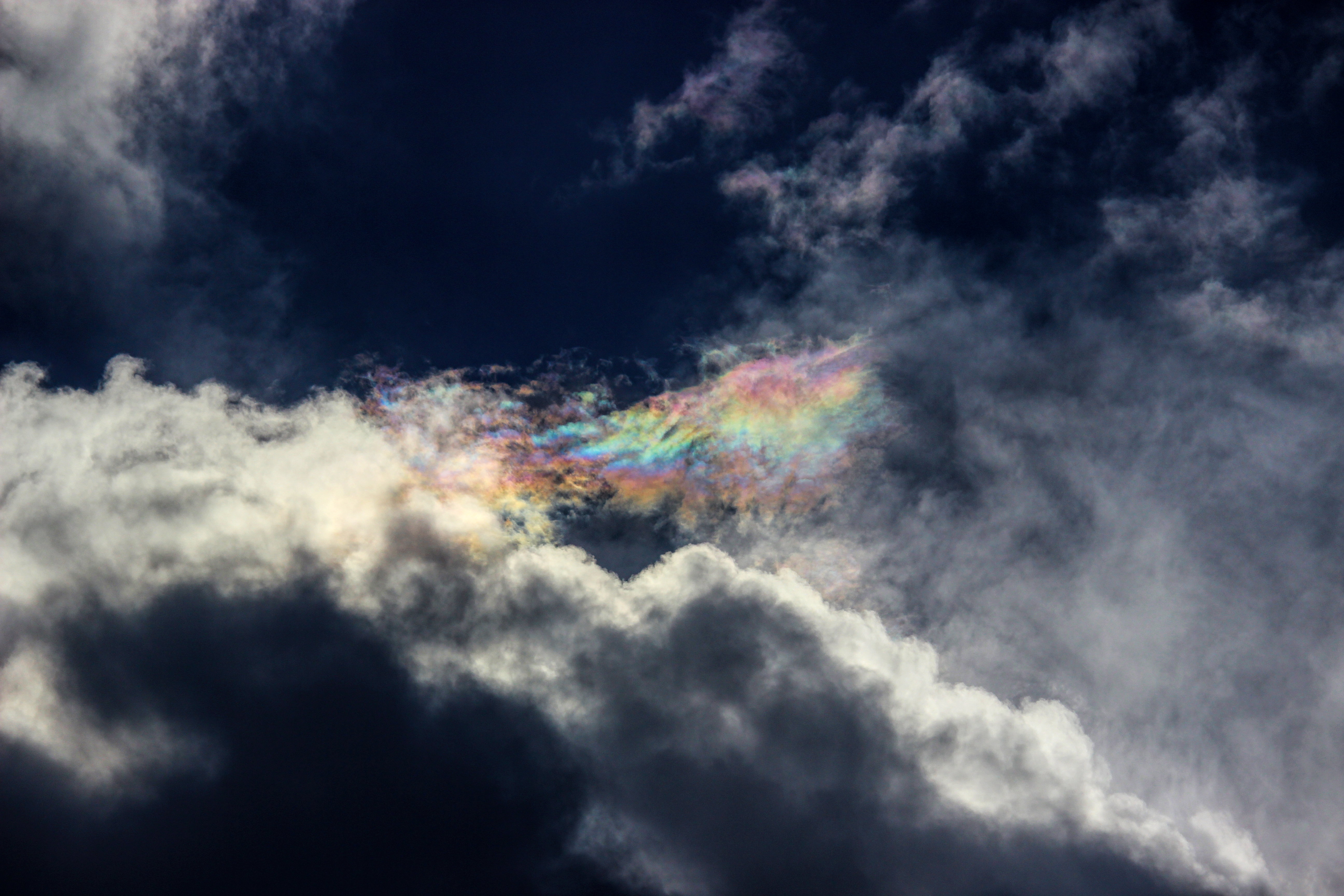
Mây ngũ sắc, nhìn phía trên mặt trời bị mây xám che khuất, Pondicherry, Ấn Độ.

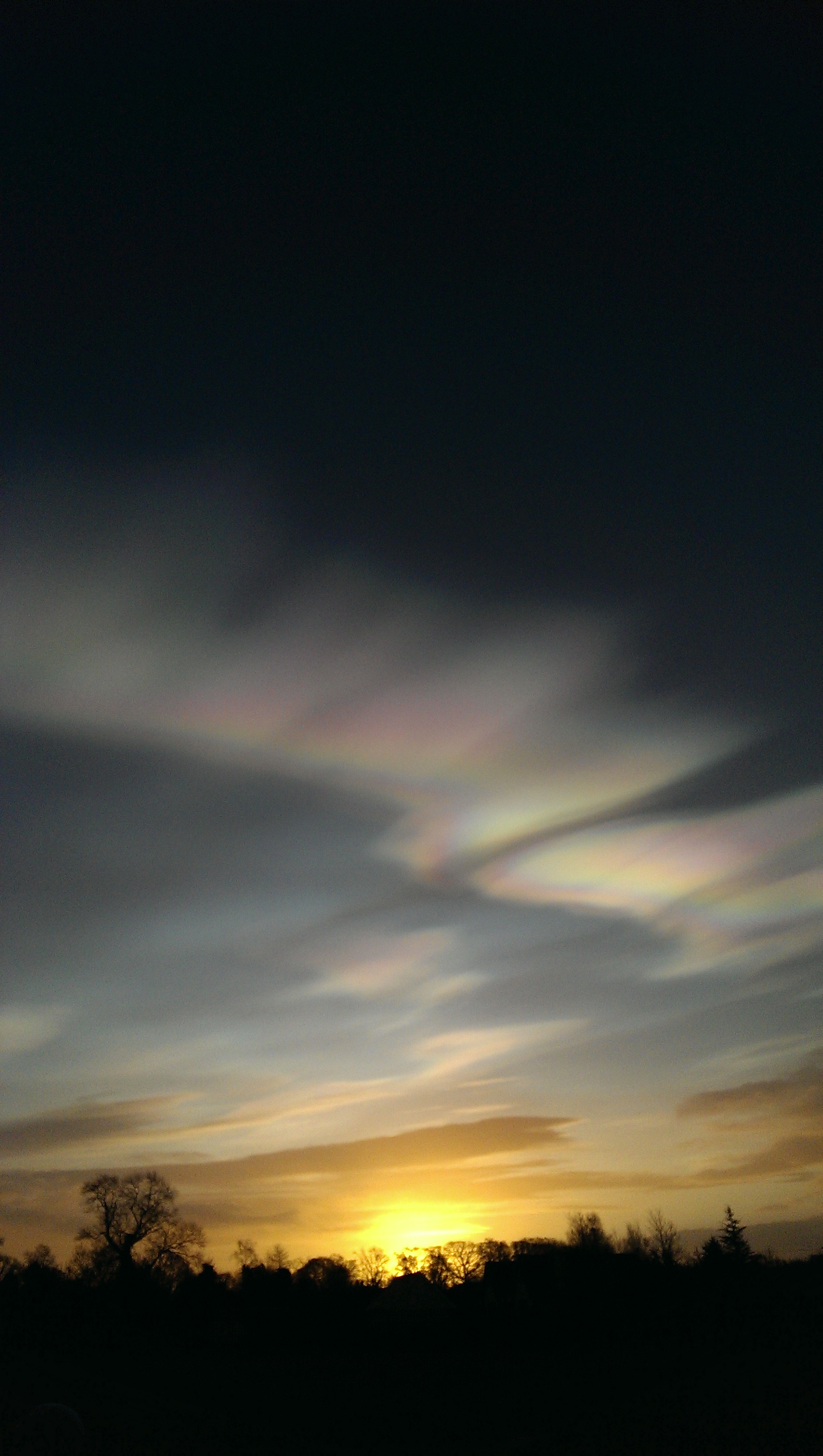
Mây ngũ sắc phía trên hạt Kildare, Ireland.

Mây ngũ sắc là sự xuất hiện của màu sắc trong một đám mây tương tự như những gì chúng ta được nhìn thấy trên các màng dầu trong một vũng nước, nói chung nằm trong vùng gần vị trí biểu kiến của Mặt Trời hoặc Mặt Trăng. Nó là một hiện tượng tương đối phổ biến, thường thấy nhất trong mây trung tích, mây ti tích, mây hình hột đậu và mây ti. Chúng đôi khi xuất hiện như các dải song song với rìa của đám mây. Ngũ sắc đôi khi cũng được nhìn thấy trong mây tầng bình lưu vùng cực (còn gọi là "mây xà cừ"). Màu sắc thường là nhạt màu như màu phấn tiên (màu tùng lam), nhưng có thể rất rực rỡ hoặc pha trộn với nhau, đôi khi tương tự như xà cừ. Khi xảy ra gần Mặt Trời, hiệu ứng có thể khó phát hiện khi nó bị chìm trong ánh sáng chói lòa của Mặt Trời. Điều này có thể khắc phục bằng cách chặn ánh sáng mặt trời bằng tay hoặc quan sát nó dưới bóng của cây cối hoặc tòa nhà. Các vật hỗ trợ khác là kính tối màu, hoặc quan sát bầu trời phản xạ qua gương lồi hoặc trong một vũng nước.

## Cơ chế
Mây ngũ sắc là hiện tượng nhiễu xạ do các giọt nước hoặc tinh thể băng nhỏ riêng lẻ tán xạ ánh sáng. Các tinh thể băng lớn hơn không tạo ra ngũ sắc, nhưng có thể gây ra hào quang, một hiện tượng quang học khác.
Sự phát ngũ sắc do các giọt nước rất đồng đều nhiễu xạ ánh sáng (trong phạm vi 10 độ từ Mặt Trời) và do các hiệu ứng giao thoa bậc nhất (ngoài phạm vi 10 độ từ Mặt Trời). Nó có thể mở rộng tới 40 độ từ Mặt Trời.
Nếu các phần của mây chứa các giọt nước nhỏ hoặc các tinh thể băng có kích thước tương tự, thì hiệu ứng tích lũy của chúng được nhìn thấy như là các màu. Mây phải mỏng về mặt quang học để hầu hết các tia sáng chỉ gặp một giọt duy nhất. Do đó, ngũ sắc chủ yếu được nhìn thấy ở rìa đám mây hoặc trong những đám mây gần trong suốt, trong khi những đám mây mới hình thành tạo ra ngũ sắc sáng nhất và nhiều màu sắc nhất. Khi các hạt nước hay băng trong một đám mây mỏng có tỷ lệ lớn kích thước giống nhau thì ngũ sắc có dạng cấu trúc của quầng sáng, một đĩa tròn sáng xung quanh Mặt Trời hoặc Mặt Trăng, với một hoặc nhiều vòng màu bao quanh.

## Thư viện ảnh

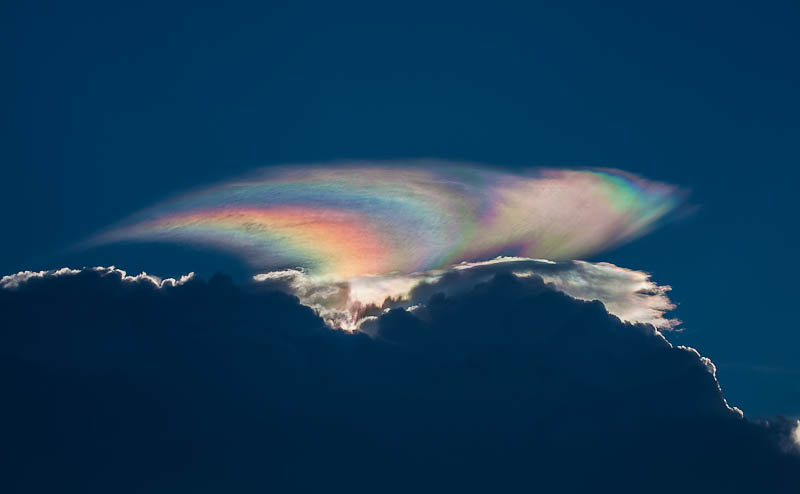
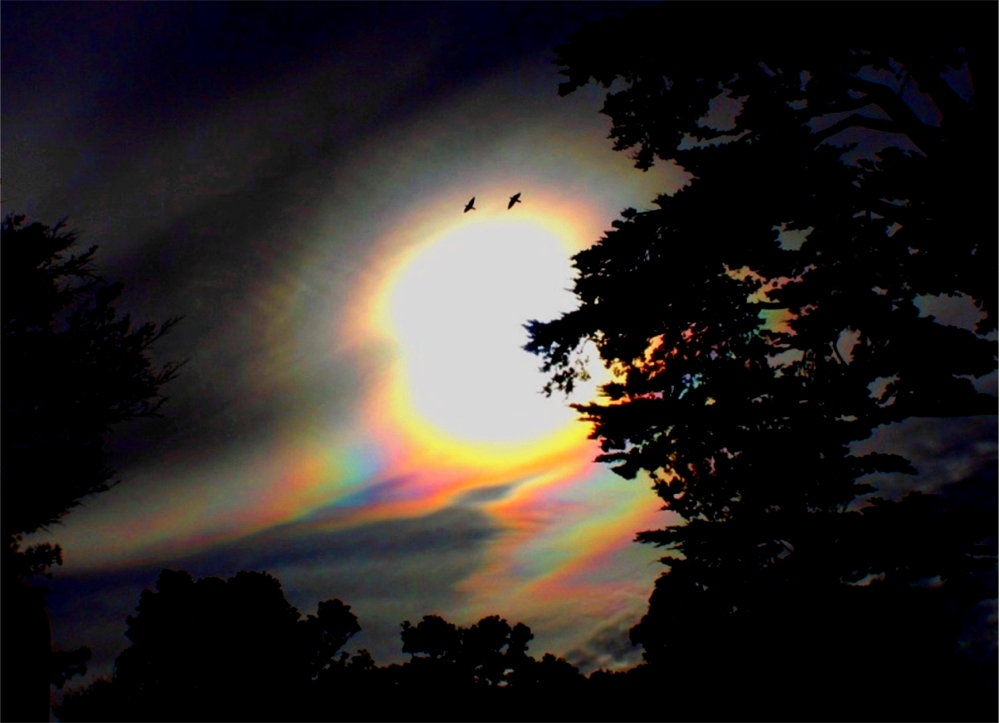
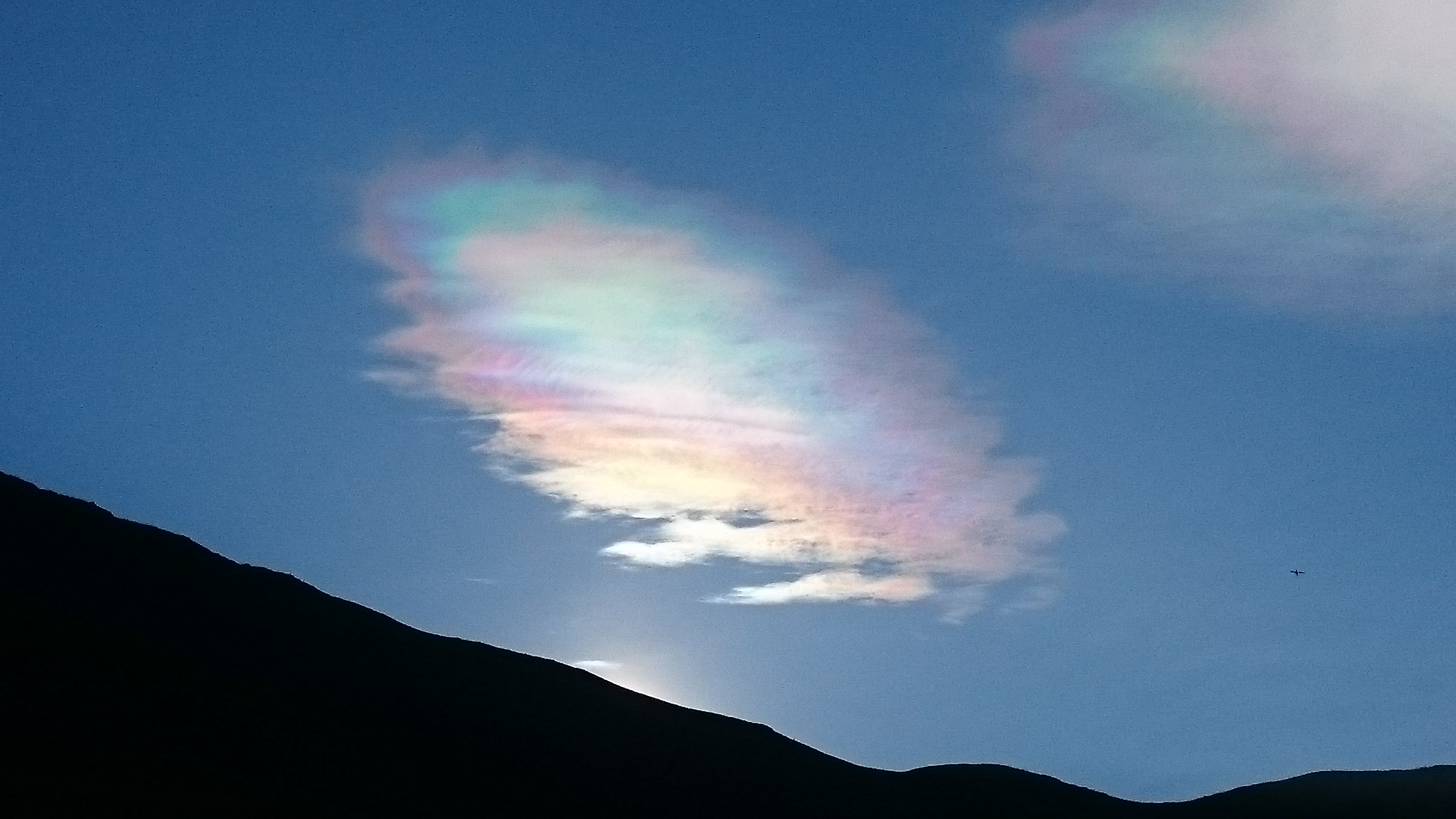
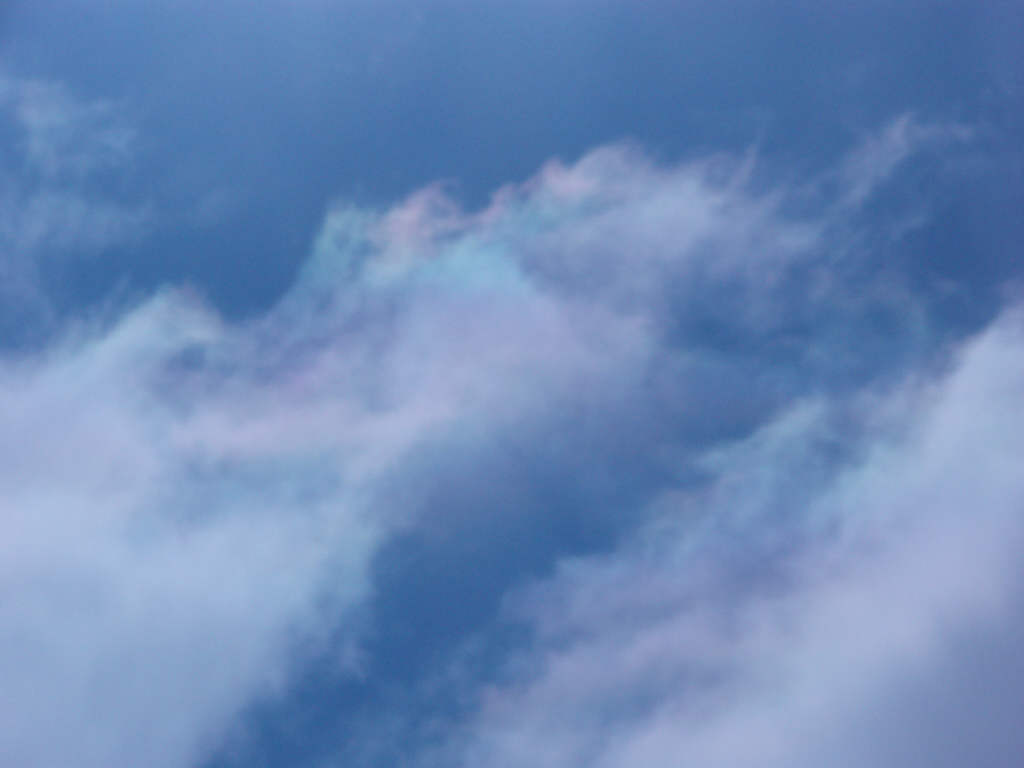
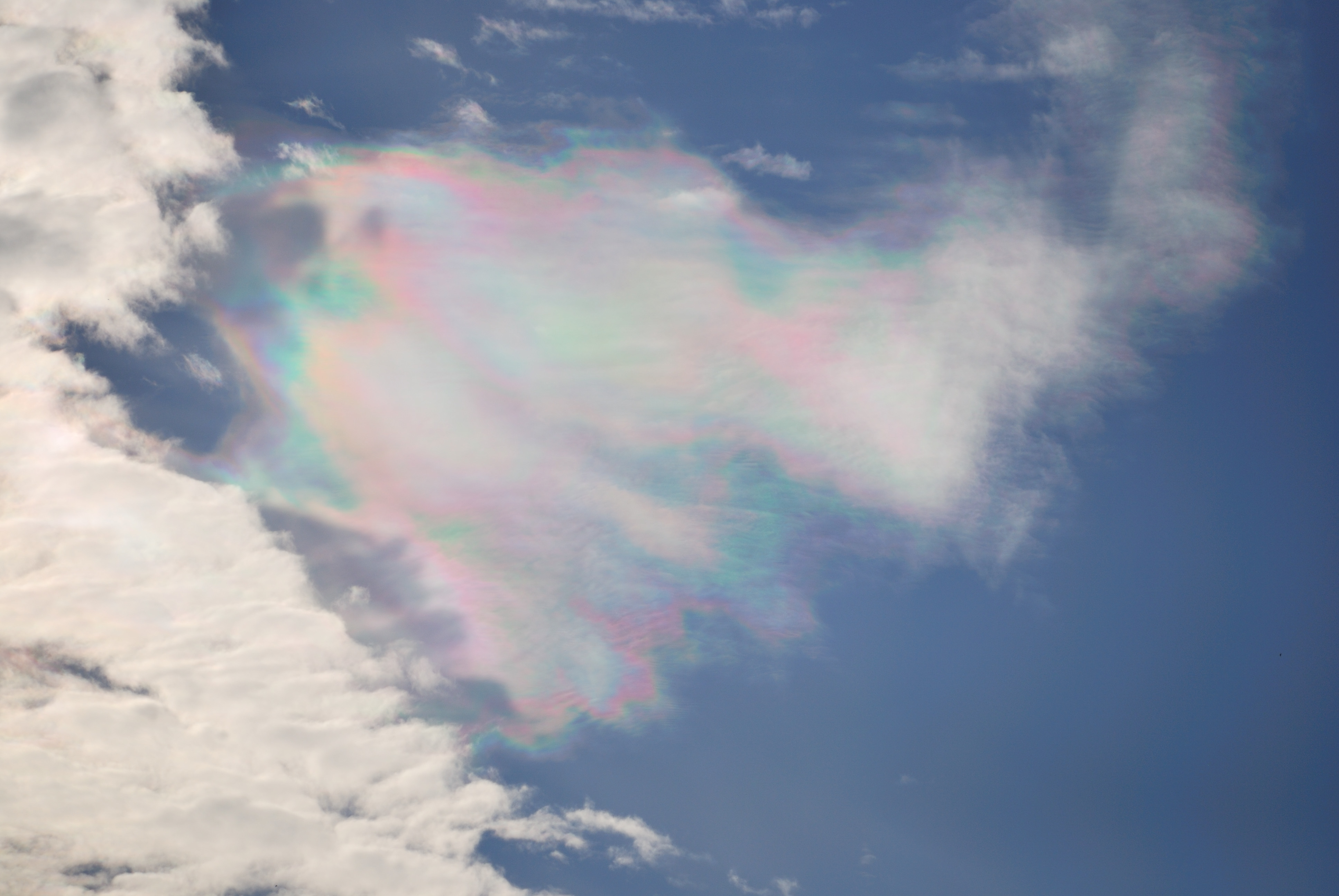
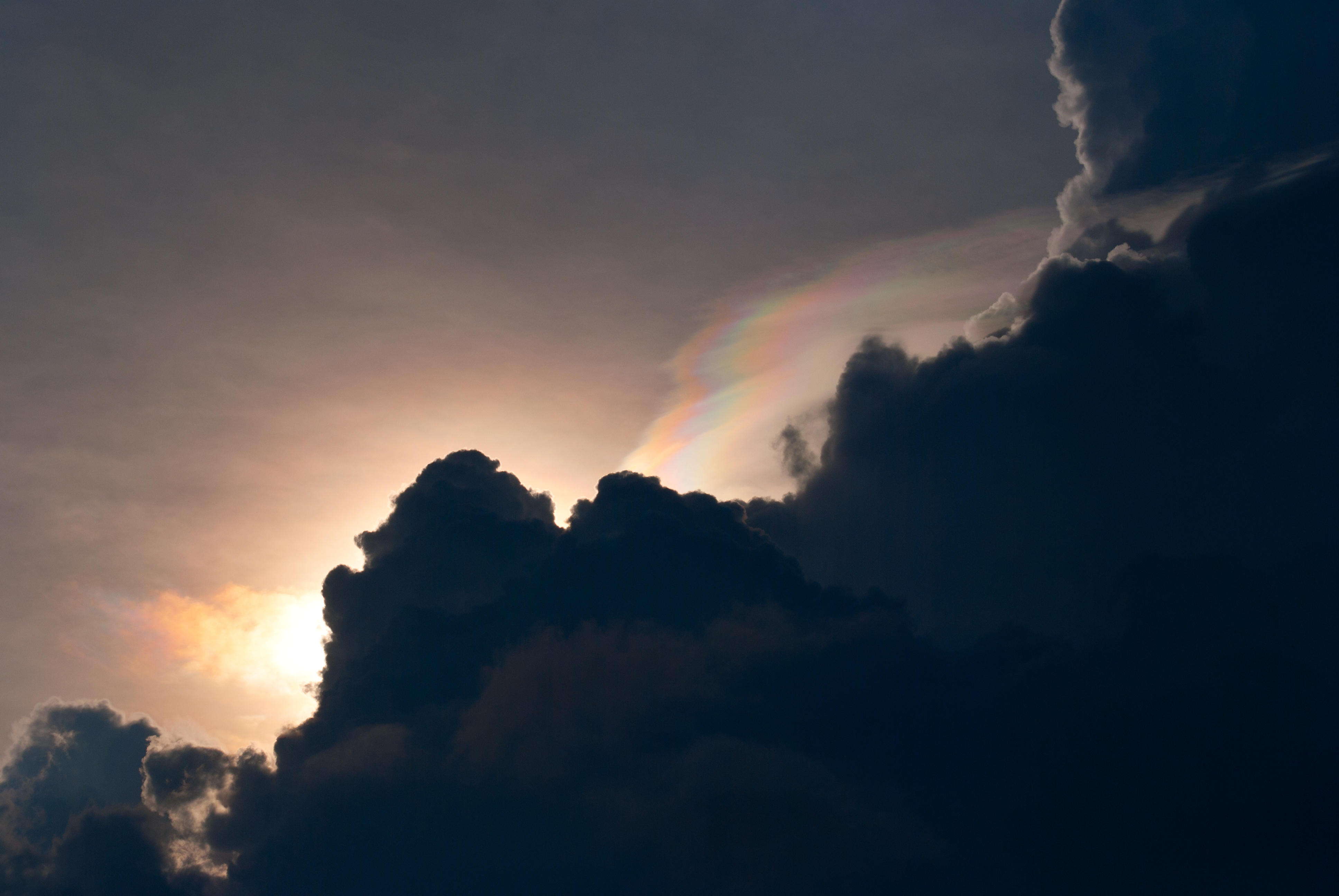
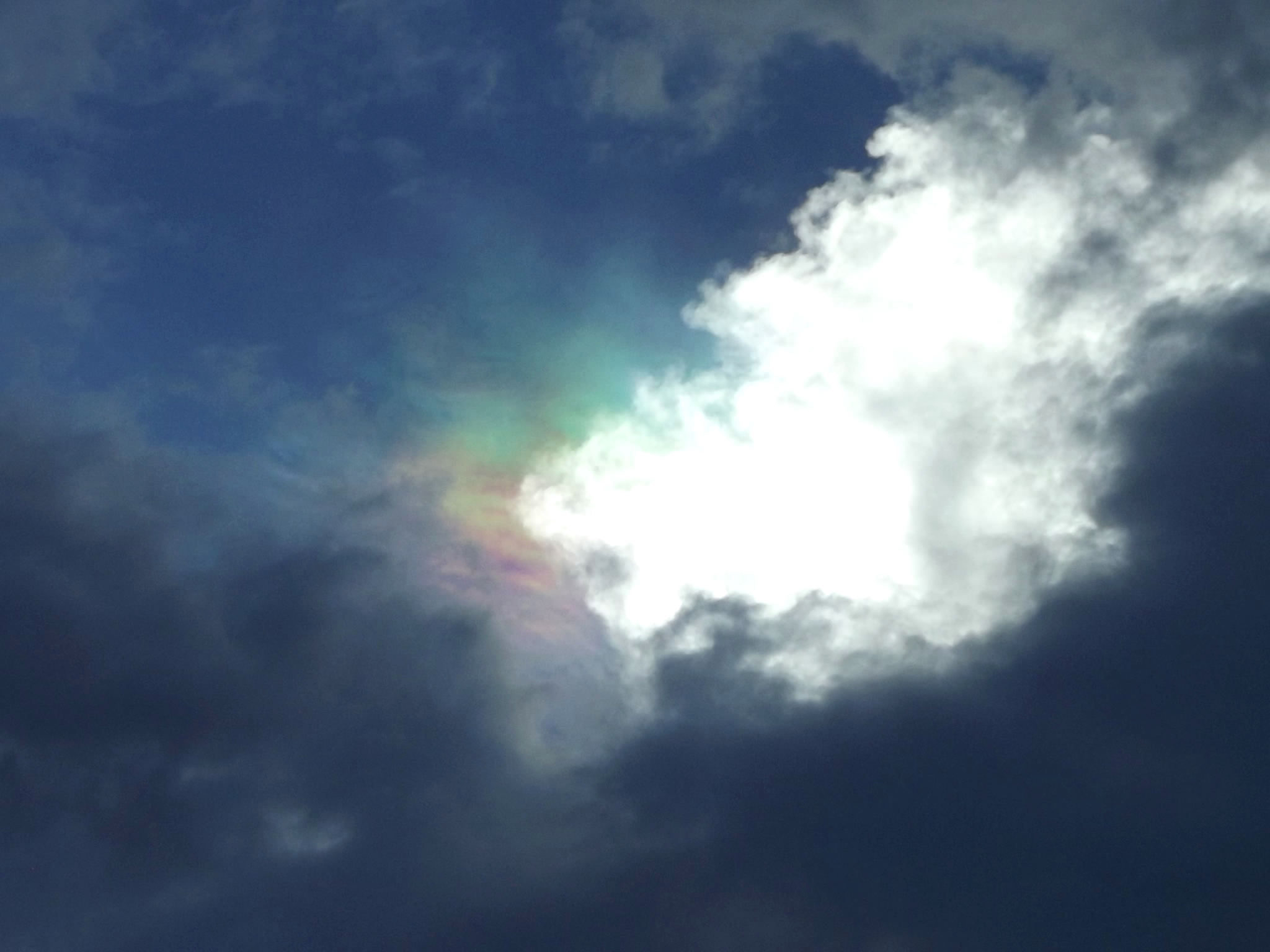
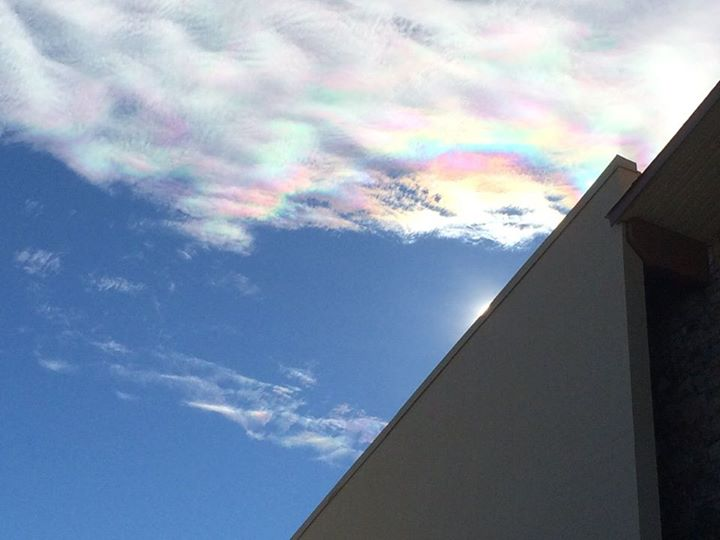
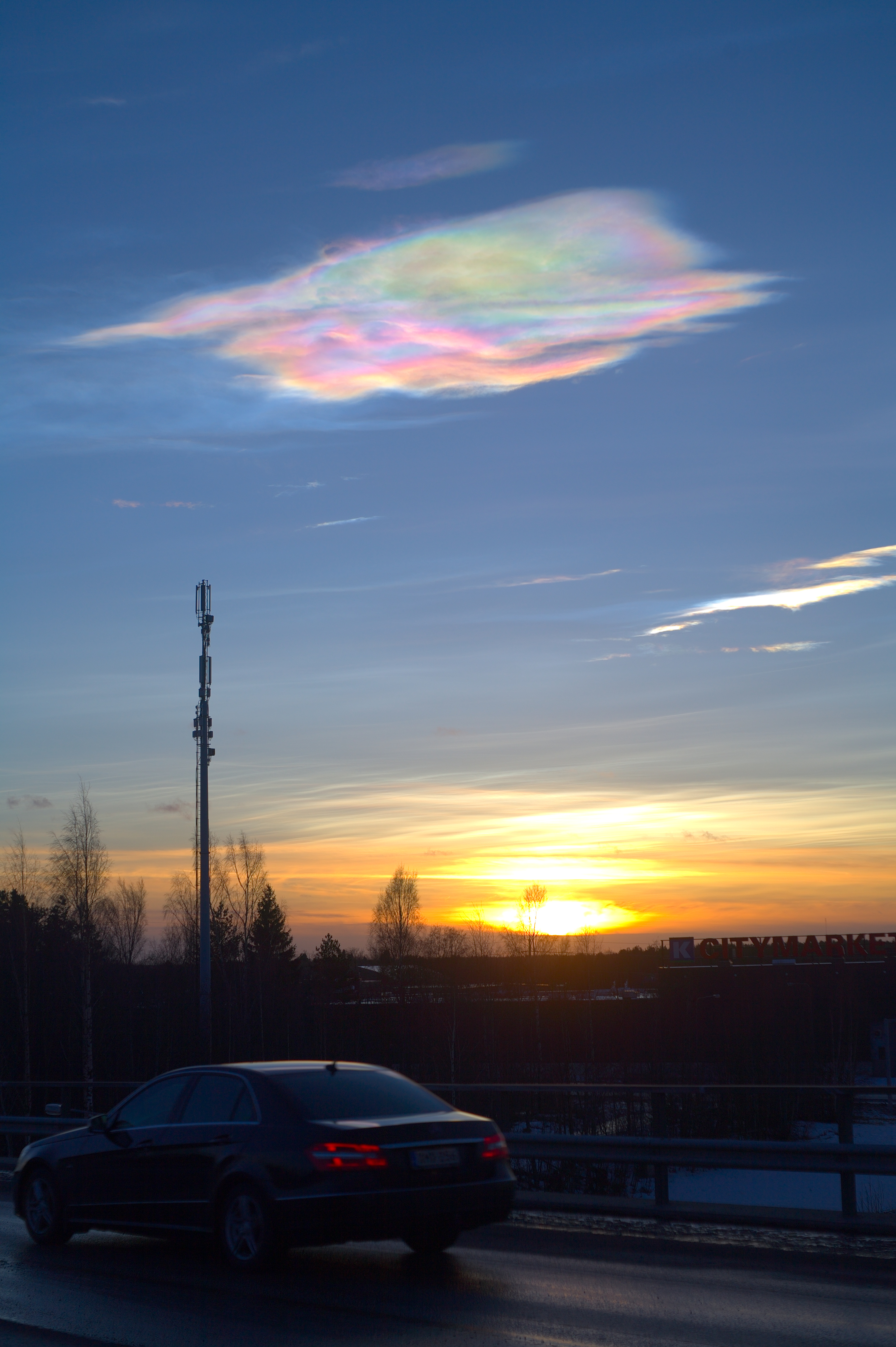